# منتخب ماكاو لهوكي الجليد للرجال
منتخب ماكاو الوطني لهوكي الجليد للرجال هو ممثل ماكاو الرسمي في المنافسات الدولية في هوكي الجليد .